# Plaesius striatipectus
Plaesius striatipectus är en skalbaggsart som beskrevs av Lewis 1905. Plaesius striatipectus ingår i släktet Plaesius och familjen stumpbaggar. Inga underarter finns listade i Catalogue of Life.